# Toruń Katarzynka
Toruń Katarzynka (wcześniej pod nazwą roboczą Toruń Jar) – przystanek kolejowy w Toruniu, w województwie kujawsko-pomorskim, w Polsce. Został otwarty 3 września 2023 roku.
Przystanek znajduje się przy osiedlu Jar. Powstał w ramach modernizacji linii kolejowej nr 207 na odcinku Toruń Wschodni – Chełmża, na zlecenie spółki PKP Polskie Linie Kolejowe. Pierwotnie miał być gotowy do użytku w grudniu 2022 roku. Budowę peronu zakończono wiosną 2023 roku, ścieżkę łączącą peron z miastem w czerwcu. 
Od 1 października 2023 decyzją przewoźnika oraz samorządu województwa kujawsko-pomorskiego na przystanku nie zatrzymują się pociągi Arriva ze względu na brak przejścia dla pieszych na ruchliwej drodze krajowej nr 91 w pobliżu przystanku. 